# Атлантичний морський лящ
Атлантичний морський лящ (лат. Brama brama) — вид променеперих риб з родини морських лящів. Поширені у помірних, субтропічних і тропічних водах всіх океанів. Морські пелагічні риби. Найбільша довжина тіла 100 см.

## Опис
Тіло високе, дуже стиснуте з боків. Лоб сильно випинається. Рило тупе, рот кінцевий та косий. Око велике, овальної форми, горизонтальний діаметр ока менший від довжини рила. Передні ніздрі еліптичної форми, направлені вперед. Задні ніздрі шпаровидні. На щелепах у декілька рядів розташовані дрібні зуби конічної форми; іклоподібних зубів немає. Зуби на піднебінні і лемеші дрібні. Добре розвинені глоткові зуби. На першій зябровій дузі від 15 до 18 зябрових тичинок, з них на верхній половині 4—7 зябрових тичинок, а на нижній — 8—12. Спинний плавець з 35—38 м'якими променями, починається над основами грудних плавців. У передній частині плавця промені значно довші, ніж у задній. В анальному плавці 29—32 м'яких променів, у передній частині промені довші. Спинний і анальний плавці вкриті лускою. Хвостове стебло коротке і вузьке. Хвостовий плавець вільчатий . Грудні плавці довгі з 20—23 м'якими променями, розташовані низько на тілі. Черевні плавці розташовані під основами грудних плавців. У бічній лінії 70—90 лусок. Хребців 41—45.

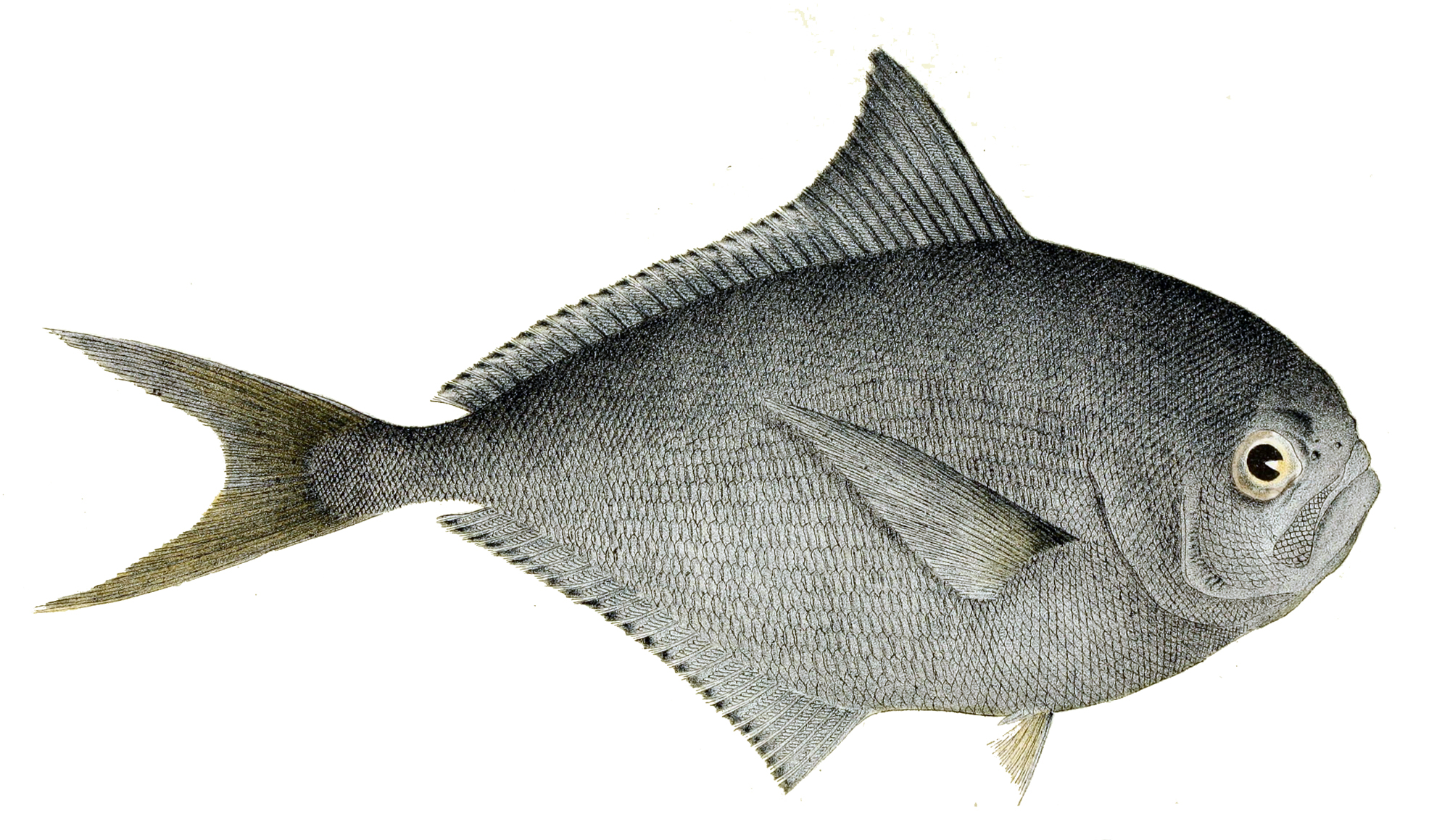

Тіло темно-коричневого кольору зі срібним відтінком по боках. Спина та верхній край плавців чорнуваті. Грудні та черевневі плавці жовтуваті.
Найбільша довжина тіла 100 см, зазвичай до 40 см. Вага тіла до 6 кг.

## Взаємодія з людиною
Цінна промислова риба. Промисел ведеться ярусами і тралами. У північній Атлантиці переважно добувають Іспанія, Португалія, Франція, а в південно-східній Атлантиці — ПАР. Світові налови у 2000-ні роки варіювалися від 1,9 до 13 тисяч тонн. 2011 року досягли 17829 т. Реалізується у свіжому і мороженому вигляді, використовується для приготування консервів. М'ясо за смаком нагадує мясо тунців.